# Trithiaheptan
2,4,6-Trithiaheptan ist ein natürlich vorkommendes organisches Sulfid.

## Vorkommen

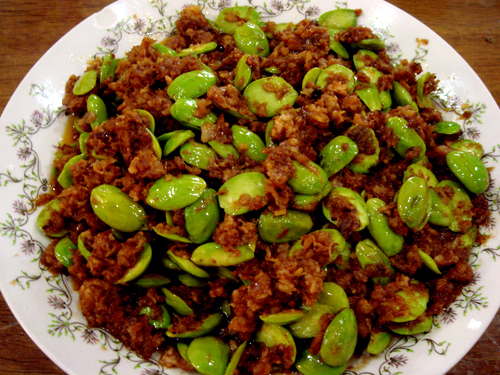
Gekochte Samen von Parkia speciosa, wie in diesem Gericht, enthalten Trithiaheptan

Trithiaheptan wurde in gekochten Samen des Baumes Parkia speciosa nachgewiesen.

## Synthese
Die Synthese von 2,4,6-Trithiaheptan ist möglich durch Kondensation von zwei Molekülen Chlormethylmethylsulfid und einem Molekül Natriumsulfid. Es kann auch ausgehend von 1,3,5-Trithian synthetisiert werden, indem dieses zuerst mit Dimethylsulfat und dann mit Kaliumiodid umgesetzt wird und das entstehende Sulfonium-Iodid mit Lithiumaluminiumhydrid reduziert wird. Eine weitere Synthese verwendet als Edukte Natriummethanolat und Schwefelwasserstoff.

## Verwendung
Trithiaheptan ist in der EU unter der FL-Nummer 12.240 als Aromastoff für Lebensmittel allgemein zugelassen.
Trithiaheptan ist ein Chelatligand, der zur Synthese verschiedener Übergangsmetall-Komplexe genutzt wurde, beispielsweise Rhenium-Komplexe der Form [ReX(CO)3(trithiaheptan)] und Platin-Komplexe der Form [PtX(Me)3(trithiaheptan)], wobei X jeweils Chlorid, Bromid oder Iodid ist. Ebenso wurden der Chrom-Komplex [Cr(CO)5(trithiaheptan)], sowie der analoge Wolfram-Komplex synthetisiert.